# Acțiune afirmativă
Acțiunea afirmativă sau discriminarea pozitivă este o politică socială care presupune adoptarea unor măsuri preferențiale pentru a sprijini grupurile sociale considerate dezavantajate.